# طرح تروریسم ۲۰۰۶ انتاریو
طرح تروریسم ۲۰۰۶ انتاریو (انگلیسی: 2006 Ontario terrorism plot) شامل چندین طرح تروریستی حمله علیه اهداف در انتاریوی جنوبی، کانادا و حملات ضدتروریسم در منطقه تورنتو و منطقه یورو بود که در ۲ ژوئن ۲۰۰۶ به دستگیری ۱۸ نفر شامل ۱۴ بزرگسال و ۴ جوان منجر شد. این افراد در ارتباط با القاعده مشخص شده‌اند.

## اهداف طراحی شده
آنها به برنامه‌ریزی برای انفجار کامیون بمب‌گذاری شده، آتش‌سوزی در یک منطقه شلوغ و طرح‌های گسترده دیگر در مکان‌های مختلف در کانادا و انتاریوی جنوبی متهم شدند.
اهداف شامل:
- پارلمان کانادا
- نخست‌وزیر کانادا
- سازمان اطلاعات امنیت کانادا
- بازار بورس تورنتو.